# Amarawati (Indochiny)
Amarawati – historyczna kraina we wschodniej części półwyspu Indochińskiego, część historycznego państwa Czampa, obecnie prowincje Quảng Nam i Quảng Ngãi w środkowym Wietnamie. Centrum polityczne Amarawati było istotnym składnikiem federacji państw tworzących historyczną Czampę. W dolinie rzeki Thu Bồn, określanej mianem Święte Ziemie Amarawati znajdowały się sanktuaria religijne: hinduistyczne – Mỹ Sơn i buddyjskie – Đồng Dương, a także miasto Simhapura (Trà Kiệu) uważane za stolicę Czampy.